# Campanha presidencial de Luciana Genro em 2014
A campanha presidencial de Luciana Genro em 2014 foi homologada no dia 22 de junho de 2014, durante a Convenção Nacional do PSOL, em Brasília (DF). Jorge Paz foi homologado como candidato a vice-presidente na mesma Convenção.
Anteriormente, durante o 4º Congresso Nacional do PSOL realizado em 2013, Luciana havia sido escolhida como pré-candidata a vice-presidente juntamente com Randolfe Rodrigues, pré-candidato a presidente pelo PSOL. Contudo, Randolfe desistiu da pré-candidatura.
A chapa formada por Luciana Genro e Jorge Paz não realizou coligações com outros partidos.
“A tributação sobre consumo e renda representa mais de 50% da arrecadação. Em linhas gerais, queremos inverter a lógica atual. O trabalhador assalariado tem alta tributação do Imposto de Renda e, como gasta parte do salário consumindo, também paga tributos sobre o consumo. Os tributos sobre riqueza e propriedade são muito menores, sem contar [que há] um conjunto de isenções para bancos, investidores estrangeiros, grandes empresas” - Declarou Luciana à Agência Brasil em entrevista logo após o anúncio de sua candidatura.

## Candidatos
| Luciana Genro                                          | Jorge Paz            |
| ------------------------------------------------------ | -------------------- |
| para presidente                                        | para vice-presidente |
|                                                        |                      |
| Advogada e política                                    | Sindicalista         |
| Partidos integrantes: - Partido Socialismo e Liberdade |                      |

## Resultado da eleição

### Eleições presidenciais
| Ano de eleição | Candidato     | Primeiro turno      | Primeiro turno      | Segundo turno       | Segundo turno       |
| Ano de eleição | Candidato     | # do total de votos | % do total de votos | # do total de votos | % do total de votos |
| -------------- | ------------- | ------------------- | ------------------- | ------------------- | ------------------- |
| 2014           | Luciana Genro | 1 612 186           | 1,55                | Não concorreu       | Não concorreu       |